# Гранзебит
Гранзебит (њем. Gransebieth) општина је у њемачкој савезној држави Мекленбург-Западна Померанија. Једно је од 64 општинска средишта округа Нордфорпомерн. Према процјени из 2010. у општини је живјело 642 становника. Посједује регионалну шифру (AGS) 13057032.

## Географски и демографски подаци
Гранзебит се налази у савезној држави Мекленбург-Западна Померанија у округу Нордфорпомерн. Општина се налази на надморској висини од 14 метара. Површина општине износи 23,4 km². У самом мјесту је, према процјени из 2010. године, живјело 642 становника. Просјечна густина становништва износи 27 становника/km².